# منتخب بالاو لكرة القاعدة
منتخب بالاو لكرة القاعدة (بالإنجليزية: Palau national baseball team)‏ هو ممثل بالاو الرسمي في المنافسات الدولية في كرة القاعدة
.